# Vela nos Jogos Olímpicos de Verão de 1968 - Star
As provas da classe Star da vela nos Jogos Olímpicos de Verão de 1968 ocorreram entre 14 e 21 de outubro daquele ano em Acapulco, no México. O programa compunha sete regatas. Para esta classe, houve 40 velejadores de 20 nações inscritas.

## Medalhistas
A dupla estadunidense Lowell North e Peter Barrett finalizou a competição em primeiro lugar, tendo vencido três das sete regatas, e conquistou a medalha de ouro. A prata firmou-se com os noruegueses Peder Lunde Jr. e Per Wiken. Por fim, a medalha de bronze ficou com Franco Cavallo e Camillo Gargano, da Itália.
|  | USA Estados Unidos         |  | NOR Noruega               |  | ITA Itália                     |
|  | Lowell North Peter Barrett |  | Peder Lunde Jr. Per Wiken |  | Franco Cavallo Camillo Gargano |

## Resultados
Estes foram os resultados da competição:
| Pos.              | Tripulação                                         | Regata I | Regata I | Regata II | Regata II | Regata III | Regata III | Regata IV | Regata IV | Regata V | Regata V | Regata VI | Regata VI | Regata VII | Regata VII | Total | Total -1 |
| Pos.              | Tripulação                                         | Pts.     | Pos.     | Pts.      | Pos.      | Pts.       | Pos.       | Pts.      | Pos.      | Pts.     | Pos.     | Pts.      | Pos.      | Pts.       | Pos.       | Total | Total -1 |
| ----------------- | -------------------------------------------------- | -------- | -------- | --------- | --------- | ---------- | ---------- | --------- | --------- | -------- | -------- | --------- | --------- | ---------- | ---------- | ----- | -------- |
| Medalha de ouro   | USA Lowell North e Peter Barrett                   | 1        | 0        | 3         | 5.7       | 3          | 5.7        | 1         | 0         | 2        | 3        | 12        | 18        | 1          | 0          | 32.4  | 14.4     |
| Medalha de prata  | NOR Peder Lunde Jr. e Per Wiken                    | 2        | 3        | 1         | 0         | 6          | 11.7       | 11        | 17        | 7        | 13       | 7         | 13        | 2          | 3          | 60.7  | 43.7     |
| Medalha de bronze | ITA Franco Cavallo e Camillo Gargano               | 9        | 15       | 2         | 3         | 4          | 8          | 8         | 14        | 1        | 0        | 4         | 8         | 6          | 11.7       | 59.7  | 44.7     |
| 4                 | DEN Paul Elvstrøm e Poul Mik-Meyer                 | 3        | 5.7      | 6         | 11.7      | 10         | 16         | 7         | 13        | 5        | 10       | 1         | 0         | 5          | 10         | 66.4  | 50.4     |
| 5                 | BAH Durward Knowles e Percival Knowles             | 6        | 11.7     | DNS       | 26        | 2          | 3          | 3         | 5.7       | 4        | 8        | 9         | 15        | 14         | 20         | 89.4  | 63.4     |
| 6                 | AUS David Forbes e Richard Williamson              | 4        | 8        | 7         | 13        | 5          | 10         | 12        | 18        | DNF      | 26       | 6         | 11.7      | 4          | 8          | 94.7  | 68.7     |
| 7                 | BRA Erik Schmidt e Axel Schmidt                    | 18       | 24       | 8         | 14        | 17         | 23         | 17        | 23        | 3        | 5.7      | 2         | 3         | 3          | 5.7        | 98.4  | 74.4     |
| 8                 | SUI Edwin Bernet e Rolf Amrein                     | 10       | 16       | 4         | 8         | 1          | 0          | 10        | 16        | 13       | 19       | 11        | 17        | 12         | 18         | 94    | 75       |
| 9                 | SWE John Albrechtson e Ulf Norrman                 | 5        | 10       | 5         | 10        | 11         | 17         | 4         | 8         | DSQ      | 28       | 13        | 19        | 7          | 13         | 105   | 77       |
| 10                | GBR Stuart Jardine e James Ramus                   | 12       | 18       | 11        | 17        | 8          | 14         | 2         | 3         | 9        | 15       | 14        | 20        | 16         | 22         | 109   | 87       |
| 11                | FIN Peter Tallberg e Henrik Tallberg               | 7        | 13       | 9         | 15        | 9          | 15         | 19        | 25        | 6        | 11.7     | 15        | 21        | 9          | 15         | 115.7 | 90.7     |
| 12                | FRG Eckart Wagner e Fritz Kopperschmidt            | 8        | 14       | 12        | 18        | DNF        | 26         | 9         | 15        | 8        | 14       | 10        | 16        | 13         | 19         | 122   | 96       |
| 13                | HUN Kálmán Tolnai e László Farkas                  | 17       | 23       | 16        | 22        | 7          | 13         | 5         | 10        | 17       | 23       | 3         | 5.7       | DNF        | 26         | 122.7 | 96.7     |
| 14                | GDR Hartmann Bogumil e Udo Springsklee             | 16       | 22       | 15        | 21        | 12         | 18         | 6         | 11.7      | 11       | 17       | 17        | 23        | 11         | 17         | 129.7 | 106.7    |
| 15                | CAN Bruce Kirby e Oswald Blouin                    | 14       | 20       | 18        | 24        | 14         | 20         | 15        | 21        | 16       | 22       | 5         | 10        | 8          | 14         | 131   | 107      |
| 16                | URS Timir Pinegin e Fyodor Shutkov                 | 11       | 17       | 10        | 16        | 16         | 22         | 14        | 20        | 10       | 16       | DNF       | 26        | DNF        | 26         | 143   | 117      |
| 17                | POR Mário Gentil Quina e José Gentil Quina         | 13       | 19       | 13        | 19        | 15         | 21         | 13        | 19        | 12       | 18       | 18        | 24        | 17         | 23         | 143   | 119      |
| 18                | ESP Juan Manuel Alonso-Allende e Juan Alonso Aznar | DNF      | 26       | DNF       | 25        | 13         | 19         | 20        | 26        | DSQ      | 28       | 8         | 14        | 10         | 16         | 154   | 126      |
| 19                | MEX Andrés Gerard Jr. e Marcos Gerard              | 19       | 25       | 17        | 23        | 18         | 24         | 16        | 22        | 15       | 21       | 16        | 22        | 15         | 21         | 158   | 133      |
| 20                | ARG Roberto Sieburger e Jorge Vago                 | 15       | 21       | 14        | 20        | 19         | 25         | 18        | 24        | 14       | 20       | 19        | 25        | DNF        | 26         | 161   | 135      |

### Classificação diária

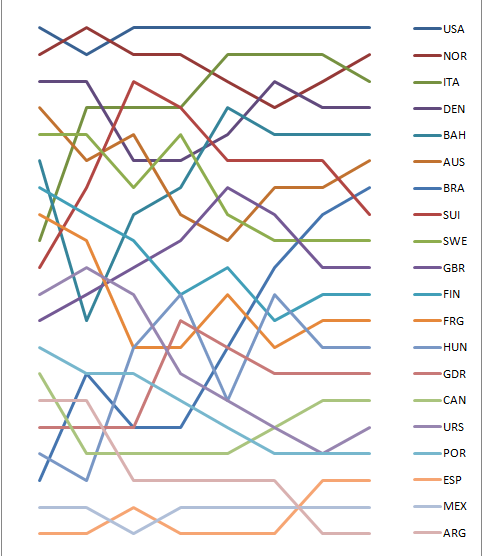
Gráfico mostrando a classificação diária na classe.